# Drôme Classic de 2019
A 7.ª edição da clássica ciclista La Drôme Classic foi uma carreira na França que se celebrou a 3 de fevereiro de 2019 com início e final na cidade de Livron-sur-Drôme sobre um percurso de 214,8 quilómetros.
A carreira fez parte do UCI Europe Tour de 2019, dentro da categoria UCI 1.1. O vencedor foi o francês Alexis Vuillermoz do AG2R La Mondiale seguido dos também franceses Valentin Madouas do Groupama-FDJ e Warren Barguil do Arkéa Samsic.

## Equipas participantes
Tomaram parte na carreira 19 equipas: 2 de categoria UCI WorldTeam; 16 de categoria Profissional Continental; e 1 de categoria Continental. Formando assim um pelotão de 127 ciclistas dos que acabaram 102. As equipas participantes foram:
| Equipes WorldTeam (2)- AG2R La Mondiale - Groupama-FDJ Equipes profissionais Continentais (16)- Direct Énergie - Arkéa-Samsic - Cofidis, Solutions Crédits - Vital Concept-B&B Hotels - Androni Giocattoli-Sidermec - Wallonie Bruxelles - Roompot-Charles - Wanty-Groupe Gobert - Delko-Marseille Provence - Neri Sottoli-Selle Italia-KTM - Caja Rural-Seguros RGA - Israel Cycling Academy - Rally UHC Cycling - Riwal Readynez - Euskadi Basque Country-Murias - Burgos-BH Equipe Continental- Saint Michel-Auber 93 |
| |

## Classificação final
- As classificações finalizaram da seguinte forma:[3]

| \| Classificação geral \| Classificação geral \| Classificação geral \| Classificação geral \| Classificação geral \| \| Ciclista \| Ciclista \| Equipe \| Tempo \| \| \| ------------------- \| ------------------- \| ----------------------------- \| ------------------- \| ------------------- \| \| 1. \| Alexis Vuillermoz \| AG2R La Mondiale \| 5h06m04s \| \| \| 2. \| Valentin Madouas \| Groupama-FDJ \| + 3s \| \| \| 3. \| Warren Barguil \| Arkéa-Samsic \| + 3s \| \| \| 4. \| Emil Vinjebo \| Riwal Readynez \| + 8s \| \| \| 5. \| Giovanni Visconti \| Neri Sottoli-Selle Italia-KTM \| + 13s \| \| \| 6. \| Arthur Vichot \| Vital Concept-B&B Hotels \| + 13s \| \| \| 7. \| Romain Bardet \| AG2R La Mondiale \| + 13s \| \| \| 8. \| Guillaume Martin \| Wanty-Gobert \| + 13s \| \| \| 9. \| Matteo Busato \| Androni Giocattoli-Sidermec \| + 13s \| \| \| 10. \| Kévin Le Cunff \| Saint Michel-Auber 93 \| + 13s \| \| |                   |                               |          |
| |                   |                               |          |
| Fonte: ProCyclingStats |                   |                               |          |
| Classificação geral |                   |                               |          |
| Ciclista | Ciclista          | Equipe                        | Tempo    |
| 1. | Alexis Vuillermoz | AG2R La Mondiale              | 5h06m04s |
| 2. | Valentin Madouas  | Groupama-FDJ                  | + 3s     |
| 3. | Warren Barguil    | Arkéa-Samsic                  | + 3s     |
| 4. | Emil Vinjebo      | Riwal Readynez                | + 8s     |
| 5. | Giovanni Visconti | Neri Sottoli-Selle Italia-KTM | + 13s    |
| 6. | Arthur Vichot     | Vital Concept-B&B Hotels      | + 13s    |
| 7. | Romain Bardet     | AG2R La Mondiale              | + 13s    |
| 8. | Guillaume Martin  | Wanty-Gobert                  | + 13s    |
| 9. | Matteo Busato     | Androni Giocattoli-Sidermec   | + 13s    |
| 10. | Kévin Le Cunff    | Saint Michel-Auber 93         | + 13s    |

## UCI World Ranking
La Drôme Classic outorgou pontos para o UCI World Ranking para corredores das equipas nas categorias UCI WorldTeam, Profissional Continental e Equipas Continentais. A seguinte tabela são o barómetro de pontuação e os 10 corredores que obtiveram mais pontos:
| Posição   | 1.º | 2.º | 3.º | 4.º | 5.º | 6.º | 7.º | 8.º | 9.º | 10.º | 11.º | 12.º | 13.º-15.º | 16.º-25.º |
| Pontuação | 125 | 85  | 70  | 60  | 50  | 40  | 35  | 30  | 25  | 20   | 15   | 10   | 5         | 3         |

| Classificação |                   |                               |        |
| Posição       | Ciclista          | Equipa                        | Pontos |
| ------------- | ----------------- | ----------------------------- | ------ |
| 1.º           | Alexis Vuillermoz | AG2R La Mondiale              | 125    |
| 2.º           | Valentin Madouas  | Groupama-FDJ                  | 85     |
| 3.º           | Warren Barguil    | Arkéa Samsic                  | 70     |
| 4.º           | Emil Vinjebo      | Riwal Readynez                | 60     |
| 5.º           | Giovanni Visconti | Neri Sottoli-Selle Italia-KTM | 50     |
| 6.º           | Arthur Vichot     | Vital Concept-B&B Hotels      | 40     |
| 7.º           | Romain Bardet     | AG2R La Mondiale              | 35     |
| 8.º           | Guillaume Martin  | Wanty-Gobert                  | 30     |
| 9.º           | Matteo Busato     | Androni Giocattoli-Sidermec   | 25     |
| 10.º          | Kévin Le Cunff    | Saint Michel-Auber93          | 20     |